# Wahlenbergia candollei
Wahlenbergia candollei là loài thực vật có hoa trong họ Hoa chuông. Loài này được Tuyn miêu tả khoa học đầu tiên năm 1960.